# Belagerung von Beirut
Die Belagerung von Beirut erfolgte während des Libanonkriegs 1982, als die Stadt Beirut von Israel belagert wurde, nachdem der von den Vereinten Nationen inmitten des libanesischen Bürgerkriegs vermittelte Waffenstillstand gebrochen worden war. Die zweimonatige Belagerung, die Mitte Juni begann, führte zur Vertreibung der Palästinensischen Befreiungsorganisation (PLO) aus Beirut und dem übrigen Libanon.

## Hintergrund

### Vertreibung der PLO aus Jordanien und Verlegung in den Libanon
Nach dem Schwarzen September in Jordanien verlegte die PLO der Palästinenser Anfang der 1970er Jahre ihre Hauptoperationsbasis nach Beirut. Die Präsenz der palästinensischen Kräfte war einer der Hauptgründe für den Konflikt im Libanon in den Jahren 1975–1976, der mit der Besetzung des Libanon durch Friedenstruppen der arabischen Liga, darunter aus dem Nachbarland Syrien, endete. In den folgenden Jahren gewannen die Syrer und die PLO an Einfluss im Libanon, so dass die eigentliche libanesische Regierung nicht mehr in der Lage war, ihre Aktionen einzuschränken oder zu kontrollieren. Während dieser Zeit kam es zu Artillerie- und Raketenangriffen auf Israel. Israel bombardierte in Reaktion darauf Ziele im Libanon und startete 1978 eine militärische Invasion im Südlibanon mit dem Codenamen „Operation Litani“, welche das Ziel hatte, die PLO hinter den Fluss Litani zu vertreiben.

### Israel im Libanon und der Waffenstillstand der Vereinten Nationen
1978 und erneut 1981 sowie Anfang 1982 unterstützten die Vereinten Nationen einen Waffenstillstand, und die israelischen Truppen wurden abgezogen. 1982 marschierte Israel jedoch erneut in den Libanon ein, nachdem ein Attentat auf den israelischen Botschafter in London verübt worden war. Dieses Attentat war von der Abu-Nidal-Organisation verübt worden, einer Abspaltung der PLO, die sich im Krieg mit der PLO von Jassir Arafat befand. Der Architekt des Krieges, Ariel Scharon (damals Verteidigungsminister), schlug der israelischen Regierung einen begrenzten Einmarsch in den Südlibanon vor, verlegte dann aber Truppen nach Beirut. Die Invasion trug den Codenamen „Operation Kiefern“ oder „Frieden für Galiläa“ und sollte die PLO schwächen oder vertreiben und Bachir Gemayel, den Führer der christlichen Phalange-Miliz, zum Präsidenten des Libanon machen. Durch die Installation eines Verbündeten sollte der Libanon zur Unterzeichnung eines Friedensvertrags mit Israel gebracht und das Land in Israels Einflussbereich kommen. Dieser Plan scheiterte, als Gemayel nach dem Ende der Belagerung und kurz nach seiner Wahl durch das libanesische Parlament zum Präsidenten ermordet wurde, wobei Syriens Hafiz al-Assad, ein Feind Israel, hinter dem Attentat gesteckt haben soll. Syrien wurde danach die wichtigste Macht im Libanon.

### Israelische Angriffe auf die PLO und syrische Truppen
Die israelischen Streitkräfte griffen in einem dreiteiligen Angriff an. Eine Gruppe bewegte sich entlang der Küstenstraße nach Beirut, eine andere zielte darauf ab, die Hauptstraße zwischen Beirut und Damaskus abzuschneiden, und die dritte bewegte sich entlang der libanesisch-syrischen Grenze, in der Hoffnung, syrische Verstärkungen oder Einmischungen zu verhindern. Am 11. Juni hatte Israel die Luftüberlegenheit erlangt, nachdem es eine Reihe syrischer Flugzeuge abgeschossen hatte; Syrien rief zu einem Waffenstillstand auf, und die meisten PLO-Guerillas flohen aus Tyrus, Sidon und anderen Gebieten nach Beirut.

## Die Belagerung

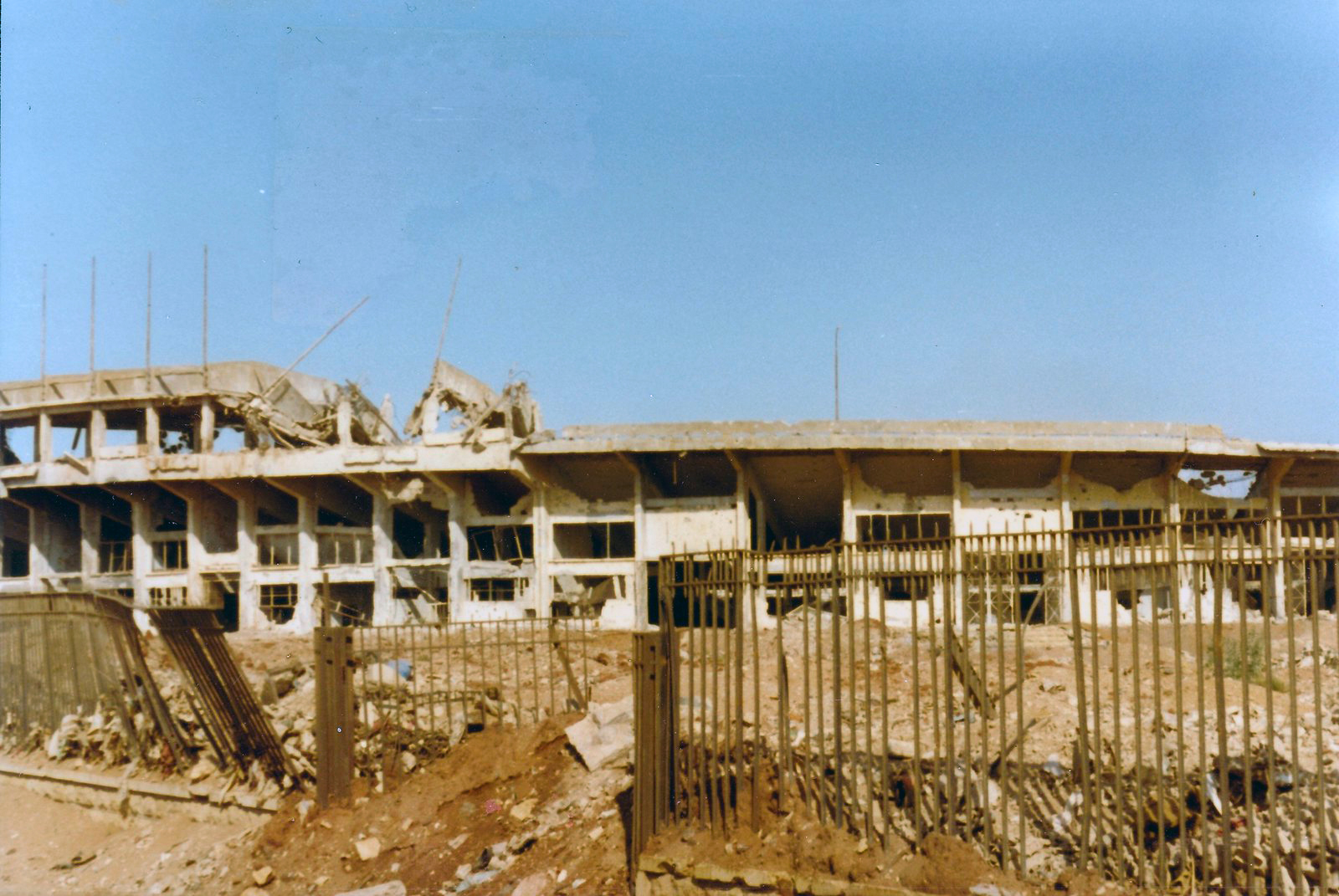
Das Camille-Chamoun-Stadion im Jahr 1982 nach Bombenangriffen

Der Ring um Beirut wurde am 13. Juni 1982, 7 Tage nach Beginn der israelischen Invasion im Libanon, geschlossen. Die PLO und ein Teil der syrischen Streitkräfte waren in der Stadt isoliert.
Israel hoffte, die Belagerung so schnell wie möglich beenden zu können, denn das Ziel des Einmarsches in den Libanon war von Anfang an ein schneller und durchschlagender Sieg. Darüber hinaus drängten die Vereinigten Staaten durch ihren Vertreter Philip Habib, ihrem Sondergesandten im Mittleren Osten, auf Friedensverhandlungen; je länger die Belagerung dauerte, desto größer würde Arafats Verhandlungsmacht sein.

### Die Rolle der christlicher Milizen
Zunächst glaubten die Israelis, dass die maronitischen Kräfte die PLO-Quasi-Regierung in Beirut besiegen würden, aber es stellte sich heraus, dass die Maroniten nicht bereit waren, diese Aufgabe zu übernehmen. Für die IDF wäre die Einnahme von Beirut im Häuserkampf mit einem inakzeptablen Maß an Opfern verbunden gewesen. Deshalb entschied man sich für eine Kombination aus militärischem Druck und psychologischer Kriegsführung, um die PLO davon zu überzeugen, dass die einzige Alternative zur Kapitulation die totale Vernichtung sei.

### Israelische Angriffe auf Palästinenserführer
Sieben Wochen lang griff Israel die Stadt auf dem See-, Luft- und Landweg an, schnitt die Lebensmittel- und Wasserversorgung ab, schaltete den Strom ab und sicherte den Flughafen und einige südliche Vororte, kam aber seinem Ziel größtenteils nicht näher. Wie bei den meisten Belagerungen litt die Zivilbevölkerung der Stadt zusammen mit den Kombattanten. Israel wurde außerdem beschuldigt, die Stadt zusätzlich zu den anderen Maßnahmen zur Schwächung der PLO wahllos zu beschießen. Bis zum Ende der ersten Juliwoche waren 500 Gebäude durch israelische Granaten und Bomben zerstört worden. Insgesamt kamen im Libanon 30.000 Menschen durch israelische Bombenangriffe ums Leben, Tausende davon in Beirut.
Am 14. Juli erhielten Scharon und Stabschef Rafael Eitan die Unterstützung von Premierminister Menachem Begin für eine groß angelegte Operation zur Eroberung Westbeiruts, um die PLO zu vertreiben. Der Plan wurde jedoch am 16. Juli vom gesamten israelischen Kabinett abgelehnt, da man große Verluste an Menschenleben befürchtete. Einige Parteien drohten, die Regierungskoalition zu verlassen, falls der Plan durchgeführt würde.
Ende Juli, als die Verhandlungen immer noch festgefahren waren, verstärkte die IDF ihre Angriffe. Der Mossad schickte arabische Agenten mit Autobomben nach Beirut, um die Palästinenser durch Terror zur Unterwerfung zu zwingen und den Druck auf die Libanesen zu erhöhen, sie aus dem Land auszuweisen. Bei diesen Bombenanschlägen wurden Dutzende von Menschen getötet. Einige der israelischen Agenten wurden gefasst und legten Geständnisse ab.
Die israelische Luftwaffe intensivierte ihre Einsätze, die speziell auf die Ermordung der palästinensischen Führer – Jassir Arafat, Abu Jihad und Salah Khalaf (Abu Iyad) – abzielten. Unterstützt wurden die Israelis von Agenten mit Sendern am Boden. Obwohl eine Reihe von Wohnhäusern zerstört und Hunderte von Palästinensern und Libanesen getötet oder verwundet wurden, gelang es den Zielpersonen, allen Bombardierungen und Anschlägen auf sie zu entgehen.

### Von den Amerikanern vermittelte Friedensvereinbarung
Am 10. August, als der amerikanische Gesandte Philip Habib Israel den Entwurf eines Abkommens vorlegte, ordnete Scharon, der wahrscheinlich ungeduldig war, weil er die Einmischung der Amerikaner als unangemessen empfand, ein Bombardement Beiruts an, bei dem mindestens 300 Menschen getötet wurden. Auf diese Bombardierung folgte ein Protest von Präsident Ronald Reagan an die israelische Regierung, wobei Reagan als Freund Israels galt. Innerhalb von 20 Minuten nach einem Telefongespräch zwischen Reagan und Begin, in dem ersterer erklärte, die Bombardierungen gingen zu weit und müssten eingestellt werden, ordnete Begin die Einstellung der Bombardierungen an. Am 12. August entzog das Kabinett Ariel Scharon die meisten seiner Befugnisse; er durfte von nun an den Einsatz von Luftstreitkräften, Panzern und Artillerie nicht ohne Zustimmung des Kabinetts oder des Ministerpräsidenten anordnen.
Während der Belagerung sicherten die Israelis mehrere wichtige Orte in anderen Teilen des Libanon, schafften es aber nicht, Beirut einzunehmen, bevor schließlich ein Friedensabkommen in Kraft gesetzt wurde. Nachdem Syrien am 7. August zugestimmt hatte, einigten sich Israel, der Libanon und die PLO unter Vermittlung der USA schließlich am 18. August. Die PLO erklärte sich bereit, sich aus Beirut und dem Libanon zurückzuziehen. Am 21. August trafen 350 französische Fallschirmjäger in Beirut ein, gefolgt von 800 US-Marines und italienischen Bersaglieri sowie weiteren internationalen Friedenstruppen (insgesamt 2130 Mann), um den Abtransport der PLO zunächst per Schiff und dann auf dem Landweg nach Tunesien, Jemen, Jordanien und Syrien zu überwachen. Insgesamt wurden 8500 PLO-Männer nach Tunesien evakuiert und 2500 auf dem Landweg in andere arabische Länder.

## Ergebnis
Die PLO musste sich zwar aus dem Libanon zurückziehen, die Kampfkraft der Organisation blieb allerdings erhalten. Gleichzeitig verlor Israel durch die vielen zivilen Opfer in Beirut an internationalem Ansehen und es kam zu Konflikten zwischen ihnen und ihrem engsten Verbündeten, den USA. Das Ende des Konflikts wurde deshalb als taktischen Sieg für Israel, aber als strategischen Sieg für die PLO bezeichnet.

## Reaktionen
- Vereinigte Staaten: Die Belagerung wurde von Israels traditionell engem Verbündeten, den Vereinigten Staaten, verurteilt, die Israel darauf hinwiesen, dass die von den Vereinigten Staaten bereitgestellten Waffen nur zu Verteidigungszwecken eingesetzt werden sollten.[7] Die US-Regierung erwog sogar, Israel mit Sanktionen zu drohen, um es davon abzuhalten, im August 1982 einen Angriff auf Westbeirut zu starten. Der Ottawa Citizen berichtete (ursprünglich aus einem Interview mit der New York Times), dass Reagan bei einem der beiden Telefongespräche zwischen US-Präsident Ronald Reagan und dem israelischen Premierminister Menachem Begin am 12. August die Bombardierung Westbeiruts wütend als „Holocaust“ bezeichnete.[8]
- Israel: Premierminister Begin leugnete zwar nicht, dass Zivilisten verletzt wurden, und bedauerte Berichten zufolge den Verlust unschuldiger Menschenleben, betonte aber, dass deren Tod „nicht die Schuld der Israelis“ sei.[8]
- Sowjetunion: Die Sowjetunion versuchte, eine UN-Resolution zu verabschieden, in der ein weltweites Waffenembargo gegen Israel gefordert wurde, was von den USA mit ihrem Veto abgelehnt wurde.[9][8]

## Nachwirkung

### Massaker von Sabra und Schatila
Bachir Gemayel, der gewählte libanesische Präsident, wurde einige Wochen nach dem Rückzug der PLO-Truppen im Osten Beiruts getötet. Sein Tod führte dazu, dass christliche Milizen in die Flüchtlingslager Sabra und Schatila eindrangen und womöglich tausende palästinensische Zivilisten, vor allem Frauen, Kinder und ältere Menschen, ermordeten. Dies geschah unter Aufsicht der israelischen Truppen, die die Gebiete mit Fackeln ausleuchteten und Bulldozer für die Massengräber bereitstellten.

### Rückzug der PLO
Nach der Belagerung von Beirut ging Arafat nach Griechenland und dann nach Tunis, wo er ein neues Hauptquartier einrichtete. Die PLO blieb danach als Organisation funktionsfähig.
Ende 1983 wurden 4.000 PLO-Kämpfer auf fünf griechischen Schiffen aus Tripoli evakuiert.

### Einfluss auf Osama bin Laden
Jahrzehnte später wurde die Belagerung von Osama bin Laden als einer der Hauptmotive für die Anschläge vom 11. September 2001 angeführt.

„Gott weiß, dass es uns nicht in den Sinn kam, die Türme anzugreifen, aber nachdem die Situation unerträglich wurde - und wir die Ungerechtigkeit und Tyrannei der amerikanisch-israelische Allianz gegen unser Volk in Palästina und im Libanon miterlebten - kam es mir in den Sinn. Und die Ereignisse, die mich direkt betrafen, waren der Libanonkrieg 1982 und die darauf folgenden Ereignisse - als Amerika den Israelis erlaubte, mithilfe der US-Flotte in den Libanon einzumarschieren. Als ich die zerstörten Türme im Libanon sah, kam mir der Gedanke, das Unrecht auf die gleiche Weise zu bestrafen: Türme in Amerika zu zerstören, damit sie etwas von dem schmecken, was wir schmecken, und damit sie aufhören, unsere Kinder und Frauen zu töten.“